# Jahmai Simpson-Pusey
Jahmai Simpson-Pusey (Huddersfield, 4 november 2005) is een Engels voetballer die bij voorkeur als centrale verdediger speelt. Hij speelt bij Manchester City.

## Clubcarrière
Simpson-Pusey kwam op achtjarige leeftijd in de jeugdacademie van Manchester City terecht. In juli 2023 tekende hij zijn eerste profcontract. Op 30 oktober 2024 debuteerde hij in de League Cup tegen Tottenham Hotspur. Zes dagen later kreeg de verdediger zijn eerste basisplaats in de UEFA Champions League tegen Sporting Clube de Portugal.